# Hydraena schillhammeri
Hydraena schillhammeri är en skalbaggsart som beskrevs av Manfred A. Jäch 1988. Hydraena schillhammeri ingår i släktet Hydraena och familjen vattenbrynsbaggar. Inga underarter finns listade i Catalogue of Life.